# Bota de Oro 1994-95
La Bota de Oro 1994-95 fue un premio entregado por la European Sports Magazines al futbolista que logró la mayor cantidad de goles en la temporada europea.
El ganador de este premio fue el jugador armenio Arsen Avetisyan por haber conseguido 39 goles en la Liga Premier de Armenia. Avetisyan ganó el premio cuando jugaba para el FC Pyunik.

## Resultados
| Posición | Futbolista      | Club                | Campeonato              | Goles |
| -------- | --------------- | ------------------- | ----------------------- | ----- |
| 1        | Arsen Avetisyan | FC Pyunik           | Liga Premier de Armenia | 39    |
| 2        | Saša Ćirić      | FK Vardar           | Makedonska Prva Liga    | 35    |
| 3        | Alan Shearer    | Blackburn Rovers FC | Premier League          | 34    |